# دان ماير
دان ماير (بالإنجليزية: Dan Meyer)‏ (و. 1949 – م) هو سياسي، ورجل أعمال، من الولايات المتحدة الأمريكية، ولد في نيناه، هو عضوٌ في الحزب الجمهوري.

## مناصب
تولى منصب عضو مجلس ولاية ويسكونسن.

## التعليم
تعلم في University of Wisconsin–Oshkosh ‏.